# Inés González Árraga
Inés Margarita González Árraga (Maracaibo, 31 de enero de 1973) es una química, ex-presa política y exiliada política con doble nacionalidad venezolana y española.

## Biografía
Estudió química en la Universidad del Zulia. Luego hizo una maestría en el Instituto Venezolano de Investigaciones Científicas y un Ph.D. en la Universidad de Akron en Estados Unidos.
Inés González Árraga alcanzó notoriedad el 4 de octubre de 2014 cuando fue detenida por el Servicio Bolivariano de Inteligencia Nacional (SEBIN) por haber escrito el 2 de octubre en Twitter mensajes sobre la muerte del diputado oficialista Robert Serra. Se la acusó inicialmente de los delitos de instigación al odio, ultraje violento y ultraje contra funcionario. La abogada de González Árraga expuso que no se podía hablar de ultraje violento, ya que se debe estar en presencia del funcionario público para cometer esta ofensa; en cambio los tuits de González fueron conocidos cuando el diputado estaba muerto. Posteriormente, los cargos de ultraje violento y ultraje contra funcionario fueron retirados por las autoridades venezolanas.
Inés González Árraga estuvo recluida en El Helicoide, sede del SEBIN en Caracas, hasta el 16 de noviembre de 2015 cuando recibió una medida humanitaria de casa por cárcel de la Sala Penal del Tribunal Supremo de Justicia de Venezuela tras ser diagnosticada de un tumor parauterino.
El 27 de septiembre de 2017, Inés González salió de Venezuela, alegando que la querían volver a meter presa. Actualmente vive en España.